# Haibach (Bassa Baviera)
Haibach è un comune tedesco di 2 168 abitanti, situato nel land della Baviera.